# Jean-Claude Andruet
Jean-Claude Andruet (Montreuil, 13 augustus 1942) is een Frans voormalig rallyrijder.

## Carrière
Jean-Claude Andruet boekte zijn eerste successen in het Frans rallykampioenschap, die hij in 1968 en 1970 op zijn naam schreef in een Alpine A110. Met deze auto won hij in het laatstgenoemde jaar ook de titel in het Europees kampioenschap.
Als fabrieksrijder van Alpine-Renault won hij in het inaugurele seizoen van het Wereldkampioenschap Rally in 1973 de Rally van Monte Carlo; dit was de openingsronde van het kampioenschap en daarmee de eerste officieuze WK-rally. In ander materiaal greep hij in de seizoenen 1974 en 1977 ook nog naar de overwinning in de Rally van Corsica en die van San Remo respectievelijk. In de jaren tachtig was hij ook nog fabrieksrijder bij Lancia en in het seizoen 1986 was hij een van de rijders in het Groep B project van Citroën, met de curieuze en helaas weinig succesvolle Citroën BX 4TC.
Andruet is daarnaast ook actief geweest op het circuit, en heeft ook meerdere keren deelgenomen aan de 24 uur van Le Mans.
Andruets zoon, Gilles, was een succesvol schaker die in 1995 in duistere omstandigheden werd vermoord.

## Complete resultaten in het Wereldkampioenschap Rally
| Gedetailleerde resultaten | Gedetailleerde resultaten              | Gedetailleerde resultaten | Gedetailleerde resultaten | Gedetailleerde resultaten | Gedetailleerde resultaten | Gedetailleerde resultaten | Gedetailleerde resultaten | Gedetailleerde resultaten | Gedetailleerde resultaten |
| Seizoen                   | Rally                                  | Navigator                 | Nr.                       | Inschrijving              | Auto                      | Gr.                       | Pos.                      | Punten                    | Pos. in WK                |
| ------------------------- | -------------------------------------- | ------------------------- | ------------------------- | ------------------------- | ------------------------- | ------------------------- | ------------------------- | ------------------------- | ------------------------- |
| 1973                      | 42ème Rallye Automobile de Monte-Carlo | 'Biche'                   | 18                        | Alpine Renault Elf        | Alpine-Renault A110 1800  | 4                         | 1                         | -                         | -                         |
| 1974                      | 18ème Tour de Corse                    | 'Biche'                   | 2                         | Lancia Marlboro           | Lancia Stratos HF         | 4                         | 1                         | -                         | -                         |
| 1975                      | 43ème Rallye Automobile de Monte-Carlo | Yves Jouanny              | 1                         | Lancia Alitalia           | Lancia Stratos HF         | 4                         | NF                        | -                         | -                         |
| 1975                      | 19ème Tour de Corse                    | Yves Jouanny              | 3                         | Autodelta                 | Alfa Romeo Alfetta GT     | 2                         | 3                         | -                         | -                         |
| 1976                      | 44ème Rallye Automobile de Monte-Carlo | Yves Jouanny              | 1                         | Alpine Renault Elf        | Alpine-Renault A310       | 4                         | NF                        | -                         | -                         |
| 1976                      | 20ème Tour de Corse                    | 'Biche'                   | 2                         | Alpine Renault Elf        | Alpine-Renault A310 V6    | 4                         | NF                        | -                         | -                         |
| 1977                      | 45ème Rallye Automobile de Monte-Carlo | 'Biche'                   | 2                         | Fiat France               | Fiat 131 Abarth           | 4                         | 2                         | -                         | -                         |
| 1977                      | 11º Rallye de Portugal Vinho do Porto  | Christian Delferrier      | 5                         | Fiat France               | Fiat 131 Abarth           | 4                         | 4                         | -                         | -                         |
| 1977                      | 24th Acropolis Rally                   | Christian Delferrier      | 7                         | Fiat France               | Fiat 131 Abarth           | 4                         | NF                        | -                         | -                         |
| 1977                      | 19º Rallye Sanremo                     | Christian Delferrier      | 9                         | Fiat France               | Fiat 131 Abarth           | 4                         | 1                         | -                         | -                         |
| 1977                      | 21ème Tour de Corse                    | Christian Delferrier      | 7                         | Fiat France               | Fiat 131 Abarth           | 4                         | NF                        | -                         | -                         |
| 1978                      | 46ème Rallye Automobile de Monte-Carlo | 'Biche'                   | 4                         | Fiat France               | Fiat 131 Abarth           | 4                         | 6                         | -                         | -                         |
| 1978                      | 22ème Tour de Corse                    | 'Biche'                   | 3                         | Fiat France               | Fiat 131 Abarth           | 4                         | 2                         | -                         | -                         |
| 1979                      | 47ème Rallye Automobile de Monte-Carlo | Chantal Liénard           | 9                         | Fiat France               | Fiat 131 Abarth           | 4                         | 4                         | 10                        | 22                        |
| 1979                      | 23ème Tour de Corse - Rallye de France | 'Biche'                   | 5                         | Fiat France               | Fiat 131 Abarth           | 4                         | NF                        | 10                        | 22                        |
| 1980                      | 48ème Rallye Automobile de Monte-Carlo | 'Biche'                   | 9                         | Fiat France               | Fiat 131 Abarth           | 4                         | 95NF                      | 0                         | -                         |
| 1980                      | 24ème Tour de Corse - Rallye de France | 'Biche'                   | 6                         | Fiat France               | Fiat 131 Abarth           | 4                         | NF                        | 0                         | -                         |
| 1981                      | 25ème Tour de Corse - Rallye de France | 'Biche'                   | 14                        | Charles Pozzi - Ferrari   | Ferrari 308 GTB           | 4                         | NF                        | 0                         | -                         |
| 1982                      | 50ème Rallye Automobile de Monte-Carlo | 'Biche'                   | 3                         | Charles Pozzi - Ferrari   | Ferrari 308 GTB           | 4                         | NF                        | 15                        | 13                        |
| 1982                      | 26ème Tour de Corse - Rallye de France | 'Biche'                   | 12                        | Charles Pozzi - Ferrari   | Ferrari 308 GTB           | 4                         | 2                         | 15                        | 13                        |
| 1983                      | 51ème Rallye Automobile de Monte-Carlo | 'Biche'                   | 7                         | Martini Racing            | Lancia Rally 037          | B                         | 8                         | 3                         | 41                        |
| 1983                      | 27ème Tour de Corse - Rallye de France | 'Biche'                   | 1                         | Martini Racing            | Lancia Rally 037          | B                         | NF                        | 3                         | 41                        |
| 1984                      | 52ème Rallye Automobile de Monte-Carlo | Sergio Cresto             | 5                         | Martini Racing            | Lancia Rally 037          | B                         | EX                        | 6                         | 32                        |
| 1984                      | 28ème Tour de Corse - Rallye de France | Martine Rick              | 11                        | Total Chardonnet          | Lancia Rally 037          | B                         | 6                         | 6                         | 32                        |
| 1985                      | 53ème Rallye Automobile de Monte-Carlo | Annick Peuvergne          | 7                         | Citroën Competitions      | Citroën Visa 1000 Pistes  | B                         | 8                         | 3                         | 51                        |
| 1986                      | 54ème Rallye Automobile de Monte-Carlo | Annick Peuvergne          | 15                        | Citroën Competitions      | Citroën BX 4TC            | B                         | NF                        | 6                         | 36                        |
| 1986                      | 36th International Swedish Rally       | Annick Peuvergne          | 10                        | Citroën Competitions      | Citroën BX 4TC            | B                         | 6                         | 6                         | 36                        |
| 1986                      | 33rd Acropolis Rally                   | Annick Peuvergne          | 14                        | Citroën Competitions      | Citroën BX 4TC            | B                         | NF                        | 6                         | 36                        |
| 1995                      | 63ème Rallye Automobile de Monte-Carlo | 'Biche'                   | 32                        | Jean-Claude Andruet       | Mini Cooper 1.3i          | A                         | NF                        | 0                         | -                         |

| Seizoen | Inschrijving            | Auto                     | 1        | 2     | 3     | 4   | 5      | 6      | 7   | 8     | 9      | 10     | 11  | 12  | 13  | Pos. | Punten |
| ------- | ----------------------- | ------------------------ | -------- | ----- | ----- | --- | ------ | ------ | --- | ----- | ------ | ------ | --- | --- | --- | ---- | ------ |
| 1973    | Alpine Renault Elf      | Alpine-Renault A110 1800 | MON 1    | ZWE   | POR   | KEN | MAR    | GRI    | POL | FIN   | OOS    | ITA    | VST | GBR | FRA | -    | -      |
| 1974    | Lancia Marlboro         | Lancia Stratos HF        | POR      | KEN   | FIN   | ITA | CAN    | VST    | GBR | FRA 1 |        |        |     |     |     | -    | -      |
| 1975    | Lancia Alitalia         | Lancia Stratos HF        | MON NF   | ZWE   | KEN   | GRI | MAR    | POR    | FIN | ITA   |        |        |     |     |     | -    | -      |
| 1975    | Autodelta               | Alfa Romeo Alfetta GT    |          |       |       |     |        |        |     |       | FRA 3  | GBR    |     |     |     | -    | -      |
| 1976    | Alpine Renault Elf      | Alpine-Renault A310      | MON NF   | ZWE   | POR   | KEN | GRI    | MAR    | FIN | ITA   |        |        |     |     |     | -    | -      |
| 1976    | Alpine Renault Elf      | Alpine-Renault A310 V6   |          |       |       |     |        |        |     |       | FRA NF | GBR    |     |     |     | -    | -      |
| 1977    | Fiat France             | Fiat 131 Abarth          | MON 2    | ZWE   | POR 4 | KEN | NZL    | GRI NF | FIN | CAN   | ITA 1  | FRA NF | GBR |     |     | -    | -      |
| 1978    | Fiat France             | Fiat 131 Abarth          | MON 6    | SWE   | POR   | KEN | GRI    | FIN    | CAN | ITA   | IVK    | FRA 2  | GBR |     |     | -    | -      |
| 1979    | Fiat France             | Fiat 131 Abarth          | MON 4    | ZWE   | POR   | KEN | GRI    | NZL    | FIN | ITA   | CAN    | FRA NF | GBR | IVK |     | 22   | 10     |
| 1980    | Fiat France             | Fiat 131 Abarth          | MON 95NF | ZWE   | POR   | KEN | GRI    | ARG    | FIN | NZL   | ITA    | FRA NF | GBR | IVK |     | -    | 0      |
| 1981    | Charles Pozzi - Ferrari | Ferrari 308 GTB          | MON      | ZWE   | POR   | KEN | FRA NF | GRI    | ARG | BRA   | FIN    | ITA    | IVK | GBR |     | -    | 0      |
| 1982    | Charles Pozzi - Ferrari | Ferrari 308 GTB          | MON NF   | ZWE   | POR   | KEN | FRA 2  | GRI    | NZL | BRA   | FIN    | ITA    | IVK | GBR |     | 13   | 15     |
| 1983    | Martini Racing          | Lancia Rally 037         | MON 8    | ZWE   | POR   | KEN | FRA NF | GRI    | NZL | ARG   | FIN    | ITA    | IVK | GBR |     | 41   | 3      |
| 1984    | Martini Racing          | Lancia Rally 037         | MON EX   | ZWE   | POR   | KEN |        |        |     |       |        |        |     |     |     | 32   | 6      |
| 1984    | Total Chardonnet        | Lancia Rally 037         |          |       |       |     | FRA 6  | GRI    | NZL | ARG   | FIN    | ITA    | IVK | GBR |     | 32   | 6      |
| 1985    | Citroën Competitions    | Citroën Visa 1000 Pistes | MON 8    | ZWE   | POR   | KEN | FRA    | GRI    | NZL | ARG   | FIN    | ITA    | IVK | GBR |     | 51   | 3      |
| 1986    | Citroën Competitions    | Citroën BX 4TC           | MON NF   | ZWE 6 | POR   | KEN | FRA    | GRI NF | NZL | ARG   | FIN    | ITA    | IVK | GBR | VST | 36   | 6      |
| 1995    | Jean-Claude Andruet     | Mini Cooper 1.3i         | MON NF   | ZWE   | POR   | KEN | FRA    | GRI    | NZL | ARG   | FIN    | AUS    | ITA | SPA | GBR | -    | 0      |

##### Noot
- Het concept van het Wereldkampioenschap Rally tussen 1973 en 1976, hield in dat er enkel een kampioenschap open stond voor constructeurs.
- In de seizoenen 1977 en 1978 werd de FIA Cup for Drivers georganiseerd. Hierin meegerekend alle WK-evenementen, plus tien evenementen buiten het WK om.

### Overwinningen
| Nr. | Seizoen | Rally                                  | Navigator            | Auto                     |
| --- | ------- | -------------------------------------- | -------------------- | ------------------------ |
| 1   | 1973    | 42ème Rallye Automobile de Monte-Carlo | 'Biche'              | Alpine-Renault A110 1800 |
| 2   | 1974    | 18ème Tour de Corse                    | 'Biche'              | Lancia Stratos HF        |
| 3   | 1977    | 19º Rallye Sanremo                     | Christian Delferrier | Fiat 131 Abarth          |

### (Overige) Internationale overwinningen
| Seizoen | Rally                  | Navigator         | Auto            |
| ------- | ---------------------- | ----------------- | --------------- |
| 1981    | 17th 24 Heures d'Ypres | Denise Emmanuelli | Ferrari 308 GTB |